# برايان هال (لاعب كريكت بريطاني)
برايان هال (2 مارس 1934 بمرليبون في المملكة المتحدة - ) (بالإنجليزية: Brian Hall)‏ هو لاعب كريكت بريطاني. لعب مع نادي مقاطعة ورسسترشاير للكريكيت ‏.

## وصلات خارجية
- برايان هال (لاعب كريكت بريطاني) على موقع إي آس بي آن كريك إنفو (الإنجليزية)